# Everything You Ever Wanted to Know About Silence
BetweenEverything You Ever Wanted to Know About Silence es el primer álbum de la banda de post-hardcore Glassjaw. Fue lanzado 22 de mayo de 2000 a través de Roadrunner Records. Fue producido por Ross Robinson. Glassjaw se ha rumoreado para desalentar la compra de este álbum debido a su fractura mordaz de Roadrunner Records. En lugar de ello, animan a la gente a descargar su música a través de software de intercambio de archivos, tales como Limewire. Robinson afirmó que la etiqueta no mostró interés en la banda hasta que empujó a los han firmado y mostró poco interés después.
Una versión remasterizada del álbum fue lanzado en 2009 con dos bonus tracks.

## Lista de canciones
Todas las letras escritas por Daryl Palumbo. Toda la música escrita por Glassjaw, excepto "Lovebites y Razorlines", "Hurting and Shoving (She Should Have Let Me Sleep)" y "Everything You Ever Wanted to Know About Silence", escrito por Glassjaw y Ross Robinson.
| N.º | Título                                               | Duración |  |
| 1.  | «Pretty Lush»                                        | 2:59     |  |
| 2.  | «Siberian Kiss»                                      | 3:50     |  |
| 3.  | «When One Eight Becomes Two Zeros»                   | 4:33     |  |
| 4.  | «Ry Ry's Song»                                       | 3:32     |  |
| 5.  | «Lovebites and Razorlines»                           | 4:10     |  |
| 6.  | «Hurting and Shoving (She Should Have Let Me Sleep)» | 3:28     |  |
| 7.  | «Majour»                                             | 4:00     |  |
| 8.  | «Her Middle Name Was Boom»                           | 4:16     |  |
| 9.  | «Piano»                                              | 4:59     |  |
| 10. | «Babe»                                               | 1:43     |  |
| 11. | «Everything You Ever Wanted to Know About Silence»   | 5:36     |  |
| 12. | «Motel of the White Locust» (pista oculta)           | 8:41     |  |

2009 Remasterización
| 2009 remaster bonus tracks |                                               |          |  |
| N.º                        | Título                                        | Duración |  |
| 13.                        | «Modern Love Story» (cover de Youth of Today) | 1:04     |  |
| 14.                        | «Convectuoso» (demo)                          | 4:27     |  |

## Personal
Glassjaw
- Daryl Palumbo – voces
- Justin Beck – guitarras, teclados
- Todd Weinstock – guitarras
- Manuel Carrero – bajo
- Sammy Siegler – batería

Producción
- Ross Robinson – producción, mezcla
- Steve Evetts – mezcla
- Chuck Johnson – ingeniero de sonido
- Ted Jensen – masterización
- Kaz Kiriya – fotografía
- Paul Brown – fotografía